# Alexandre Baldy
Alexandre Baldy de Sant'Anna Braga (Goiânia, 21 de julho de 1980) é um industrial e político brasileiro filiado ao Progressistas (PP). Foi secretário dos Transportes Metropolitanos do Estado de São Paulo, durante o Governo João Doria (PSDB) de 1 de janeiro de 2019 a 18 de outubro de 2021. Baldy foi deputado federal por Goiás e Ministro das Cidades do Brasil, no Governo Michel Temer. Entre 2011 e 2013, foi secretário de Indústria e Comércio de Goiás, nomeado pelo governador Marconi Perillo.

## Biografia
Natural de Goiânia, Alexandre Baldy nasceu no dia 21 de julho de 1980, adentrando na política em 2010, ao filiar-se ao Partido da Social Democracia Brasileira. Assumiu seu primeiro cargo em 2011, ao ser nomeado Secretário da Indústria e Comércio de Goiás, pelo governador estadual e companheiro partidário, Marconi Perillo.
Elegeu-se deputado federal por Goiás, nas eleições em 2014, com mais de 107 mil votos. Deixou o PSDB no final de 2015, se filiando ao Podemos. Após votar contra os pedidos de impeachment de Michel Temer, o que era contrário ao direcionamento partidário, Baldy perdeu a liderança da bancada parlamentar e desfiliou-se do PODE.
Indicado pelo Progressistas, partido do qual tornou-se filiado, foi nomeado Ministro das Cidades, sendo o nono titular do cargo. Assumiu a função em 22 de novembro de 2017, exercendo até 1 de janeiro de 2019. Assumiu pasta no governo de João Doria, o secretariado dos Transportes Metropolitanos do estado de São Paulo. Tendo sido sua última licença parlamentar, já que deixaria o cargo em um mês.
No dia 6 de agosto de 2020, Baldy foi preso em casa, na Rua Haddock Lobo (São Paulo-SP), durante ação da Polícia Federal como desdobramento da Operação Lava-Jato, tendo sido cancelada no dia seguinte pelo ministro do STF, Gilmar Mendes. Segundo o texto da Suprema Corte, “No caso dos autos, a possibilidade de decretação da prisão preventiva do reclamante foi expressamente afastada na decisão reclamada ante à absoluta ausência de contemporaneidade dos fatos investigados.” Deixou a secretaria em 18 de outubro de 2021, para disputar nas Eleições estaduais em Goiás em 2022, em uma vaga no Senado Federal do Brasil, porém foi derrotado.
Em 4 de abril de 2023, foi nomeado presidente da AGEHAB, pelo governador de Goiás, Ronaldo Caiado.